# Manuel Rosas
Pour les articles homonymes, voir Rosas.
Manuel Rosas Sánchez (né le 14 avril 1912 - mort le 20 février 1989) était un footballeur mexicain qui a participé à la Coupe du monde de football 1930. 

## Biographie
Il est le premier joueur de l'histoire de la Coupe du monde à avoir transformé un pénalty, contre l'Argentine. Avec ce but, il devient le plus jeune buteur en Coupe du monde, record battu par Pelé en 1958. Il détient toujours la performance du second joueur le plus jeune à avoir marqué en Coupe du monde à l'âge de 18 ans et 3 mois. Lors de ce match, il marque un deuxième but, devenant le plus jeune joueur à marquer un doublé en coupe du Monde, record toujours valable en 2022. 
Son frère était Felipe Rosas. Tous les deux jouent à Atlante lorsque la première Coupe du monde se déroule en Uruguay en 1930.